# Pierre Robert
Pierre Robert (1506-1538) foi um protestante francês e o autor da primeira bíblia em francês escrita por um protestante. Era primo de João Calvino.
Pierre nasceu em Noyon, estudou em Orléans, tal como o primo e em 1528 teve de fugir da França, dirigindo-se para Estrasburgo. No ano de 1535 foi publicada a sua tradução da Bíblia, directamente do hebraico e do grego. Foi adepto do veganismo.